# Quai Saint-Pierre (Toulouse)
Pour les articles homonymes, voir Quai Saint-Pierre.
La quai Saint-Pierre (en occitan : cai de Sant Pèire) est une voie de Toulouse, chef-lieu de la région Occitanie, dans le Midi de la France.

## Situation et accès

### Description
Le quai Saint-Pierre est une voie publique. Il se trouve dans sa première partie, dans le quartier Arnaud-Bernard et, dans sa seconde partie, dans le quartier des Amidonniers, tous deux dans le secteur 1 - Centre.
Il naît perpendiculairement à l'allée de Brienne, après l'allée qui descend vers l'entrée principale de l'usine du Bazacle en longeant le bâtiment de la manufacture des Tabacs, pour rejoindre la promenade du Bazacle. Dans sa première partie, il est orienté au sud puis, après avoir abouti à la Garonne, il oblique à l'est et longe le fleuve. Il reçoit l'allée de Brienne, franchit le canal du même nom par un pont au niveau de l'écluse Saint-Pierre, et donne naissance à l'allée de Barcelone. Enfin, après avoir reçu la rue de la Boule, il se termine en débouchant sur la place Saint-Pierre. Il est parcouru sur toute sa longueur par le sentier de grande randonnée 86 (GR 86), qui va de Toulouse à Bagnères-de-Luchon. Il est prolongé, à l'est, par la place Saint-Pierre et, à l'ouest, par la promenade du Bazacle.
La chaussée compte une seule voie de circulation automobile à sens unique, de l'allée de Brienne vers la place Saint-Pierre. Il est défini comme une zone de rencontre et la vitesse y est limitée à 20 km/h. Elle est de plus longée sur toute sa longueur par une piste à double-sens.

### Voies rencontrées
Le quai Saint-Pierre rencontre les voies suivantes, dans l'ordre des numéros croissants (« g » indique que la rue se situe à gauche, « d » à droite) :
1. Place Saint-Pierre
2. Rue de la Boule (d)
3. Allée de Barcelone (d)
4. Allée de Brienne (d)
5. Allée de Brienne

### Transports
Le quai Saint-Pierre est parcouru par la navette Ville.
Les stations de vélos en libre-service VélôToulouse les plus proches sont les stations no 28 (2 place Saint-Pierre) et no 51 (1 boulevard Armand-Duportal).

## Odonymie
Le quai Saint-Pierre a porté à l'origine le nom de quai de Dillon, en l'honneur d'Arthur Richard Dillon, archevêque de Toulouse qui, le 14 avril 1776, inaugura le canal de Brienne dont les travaux avaient été entrepris par son prédécesseur, Étienne-Charles de Loménie de Brienne. En 1794, pendant la Révolution française, le quai prit le nom de Brutus, probablement en l'honneur de Lucius Junius Brutus, héros romain, fondateur de la République : ce fut aussi celui du canal de Brienne. En 1806, il reçut celui de Saint-Pierre, comme la place et le port auxquels il aboutissait, en référence à l'église Saint-Pierre-des-Cuisines.

## Histoire

### Moyen Âge
Au Moyen Âge, le quartier du Bazacle s'étend hors des murs de la cité. Il s'étend au-delà de la porte Pinte (emplacement de l'actuel no  rue des Blanchers). Le développement du bourg, autour de Saint-Sernin, ne change pas les choses : une nouvelle enceinte est construite autour du bourg, sans inclure le quartier du Bazacle, desservi par une nouvelle porte.
Le quartier a tout de même une grande importance, due au passage du Bazacle, qui permet de franchir la Garonne. C'est pourquoi il est alors dominé par le château du Bazacle, qui existe déjà au XIIe siècle, peut-être élevé dans le contexte des grandes guerres méridionales. Le château est vendu à la ville en 1205. C'est à la même époque que sont établis les moulins terriers du Bazacle.

### Période moderne
Au milieu du XVIIIe siècle, les projets urbains se multiplient dans les villes européennes. Ces projets ont pour objectif de favoriser le commerce – par l'aménagement de nouvelles routes, de nouveaux canaux –, d'embellir la ville – par la construction de bâtiments prestigieux, dans le goût néo-classique –, et de l'assainir. Le premier projet de François Garipuy, directeur de la sénéchaussée de Toulouse, date de 1747, mais il se limite à recommander la construction de deux quais devant le quartier des Blanchers et devant le quartier de Tounis. En 1754, Louis de Mondran, son beau-frère, publie un « projet d'embellissement pour la ville de Toulouse et pour y rendre le commerce plus florissant » : il propose la construction d'un quai allant de l'île de Tounis jusqu'au Bazacle. Mais ces deux projets sont abandonnés, jugés trop coûteux.
En 1762, les États du Languedoc se préoccupent de l'état du Pont-Neuf et proposent de le consolider par la construction d'un quai entre le pont et le port de la Daurade, afin de le protéger du fleuve. Le projet en est particulièrement soutenu par les archevêques de Toulouse, Arthur Richard Dillon, puis son successeur Étienne-Charles de Loménie de Brienne. Le chantier, confié à Joseph-Marie de Saget, ingénieur de la sénéchaussée depuis 1752, commence en 1764. La bourse, qui regroupe les principaux marchands toulousains, réclame l'extension des travaux « pour la sûreté de la ville et pour l'accroissement de son commerce » : leur projet, signé par Joseph-Marie de Saget en 1767, demande la construction de quais le long de la Garonne entre le Pont-Neuf et le Bazacle – les actuels quais de la Daurade, Lucien-Lombard et Saint-Pierre –, d'un nouveau canal de liaison qui relie le canal du Midi au cœur de la ville, en amont de la chaussée du Bazacle – le canal de Brienne –, et de deux nouveaux ports profondément réaménagés – le port Saint-Pierre et le port de la Daurade. Il s'agit d'un chantier gigantesque qui doit provoquer provoquant des transformations importantes dans des quartiers plutôt pauvres, peuplés en partie d'artisans, pêcheurs, tanneurs et « pêcheurs de sable ».
C'est du côté du Bazacle, entre la place Saint-Pierre et les moulins du Bazacle, que les travaux commencent le plus tardivement. Le mur de soutien est posé sur des fondations de pilotis. Le parement est construit en briques provenant des démolitions, les cordons et les angles en pierre de Carcassonne, tandis que le terrain est nivelé par un comblement utilisant les décombres. Enfin, une chaussée est aménagée et pavée, avec une voie pour les voitures et un trottoir pour les piétons. Les travaux se poursuivent par la construction des premières maisons à l'embouchure du canal de Brienne (actuels no 2-3 et 4), l'une pour servir de logement au commis et au garde-écluse, l'autre aux fermes générales. Le passage de la rue de la Boule, qui conduit à l’église Saint-Pierre-des-Cuisines, est également mis en valeur par une entrée monumentale, qui reçoit un décor sculpté, fragment d'un ensemble de la place du Pont-Neuf, démonté en 1777 et réédifié à cet emplacement en 1780.
En 1782, à la mort de Joseph-Marie de Saget, les travaux du mur de soutien ne sont pas encore achevés. Ils se poursuivent sous la direction de son frère, Charles-François de Saget, jusqu'en 1786, date à laquelle le nouveau quai reçoit le nom d'Arthur Richard Dillon. Peu à peu, on élève, jusqu'en février 1789, les dernières maisons (actuels no 5 à 9), entre le canal et les moulins du Bazacle. Pour des raisons d'économie, ce sont à l'origine de simples maisons sans étage, avec un rez-de-chaussée et un entresol. En effet, d'après les règlements de 1775 et 1784, les façades des maisons bordant le canal et le quai Dillon doivent être élevées par leurs propriétaires, ce qui explique la limitation des ornements et donc des coûts supportés par les propriétaires, afin d'obtenir malgré tout des façades homogènes. De même, les pariers du Bazacle obtiennent en 1784 de ne construire que des bâtiments sans étage sur leur parcelle (actuel no 10).

### Époque contemporaine
En 2012, le bâtiment de l'EDF (actuel no 10-12) est au cœur de conflits immobiliers. Il est d'abord acheté par un Établissement public foncier local, émanation de la communauté urbaine du Grand Toulouse, afin d'accueillir les étudiants de l'Institut d'études politiques de Toulouse. Les bâtiments sont, en 2013, occupés par trois collectifs d'aide aux sans-abri, SDF 31, le DAL Toulouse et le Groupement pour la défense du travail social (GPS). De plus, le projet présenté pour l'Institut d'études politiques est refusé par les habitants : finalement, en 2015, le bâtiment est revendu à un promoteur pour être transformé en logements. Mais les travaux n'avancent pas et un nouveau squat s'installe dans les murs du bâtiment entre novembre 2018 et mars 2019. C'est finalement un projet de résidence pour personnes âgées qui est présenté en 2019.

## Patrimoine et lieux d'intérêt

### Espace EDF-Bazacle
L'Espace EDF-Bazacle s'élève dans un des lieux les plus anciens de l'industrie toulousaine. Au XIe siècle déjà y étaient établis les moulins du Bazacle : ces moulins flottants, installés sur des bateaux, sont amarrés à la berge. En 1177, lors du renouvellement de l'inféodation, le prieur de la Daurade autorise une association de « pariers » à construire une chaussée afin de retenir les eaux de la Garonne. À la même époque, ils sont progressivement remplacés par des moulins terriers, construits sur le quai. Ils sont utilisés pour moudre le grain, fouler les draps, scier le bois et broyer l'écorce de chêne destinée au tannage du cuir. Cependant, les bâtiments et la chaussée sont régulièrement détruits lors des crues de la Garonne.
En 1888, la société toulousaine d'électricité (STE) est créée dans le but de fournir de l'électricité à la ville. Son activité remplace peu à peu celle des anciens moulins et la société des Moulins du Bazacle disparaît finalement au profit de la STE, qui devient en 1910 la Société toulousaine du Bazacle (STB). En 1946, lors des nationalisations d'entreprises par le Gouvernement provisoire de la République française, la STB est absorbée par Électricité de France (EDF). En 1989, l'usine est en partie transformée pour accueillir des salles d'exposition, l'Espace EDF Bazacle,.

### Immeubles
- no  1 : immeuble. 
L'immeuble, de style néo-classique, est élevé à la fin du XVIIIe siècle lors de l'aménagement du quai, sur les plans de l'ingénieur Joseph-Marie de Saget, donnés en 1776. Il s'élève à l'angle de la place Saint-Pierre. Au rez-de-chaussée et à l'entresol, les façades sont traitées en bossage. Les deux niveaux sont réunis par de hautes arcades en plein cintre. Une corniche sépare ces niveaux des niveaux supérieurs. Ceux-ci n'ont été construits qu'entre 2011 et 2012 par Axel Letellier, architecte du patrimoine, dans un style qui respecte le projet initial de Joseph-Marie de Saget : les hautes fenêtres ont des encadrements moulurés, celles du 1er étage sont couronnées de petites corniches moulurées soutenues de consoles. La façade est couronnée par une large corniche à modillons[8].

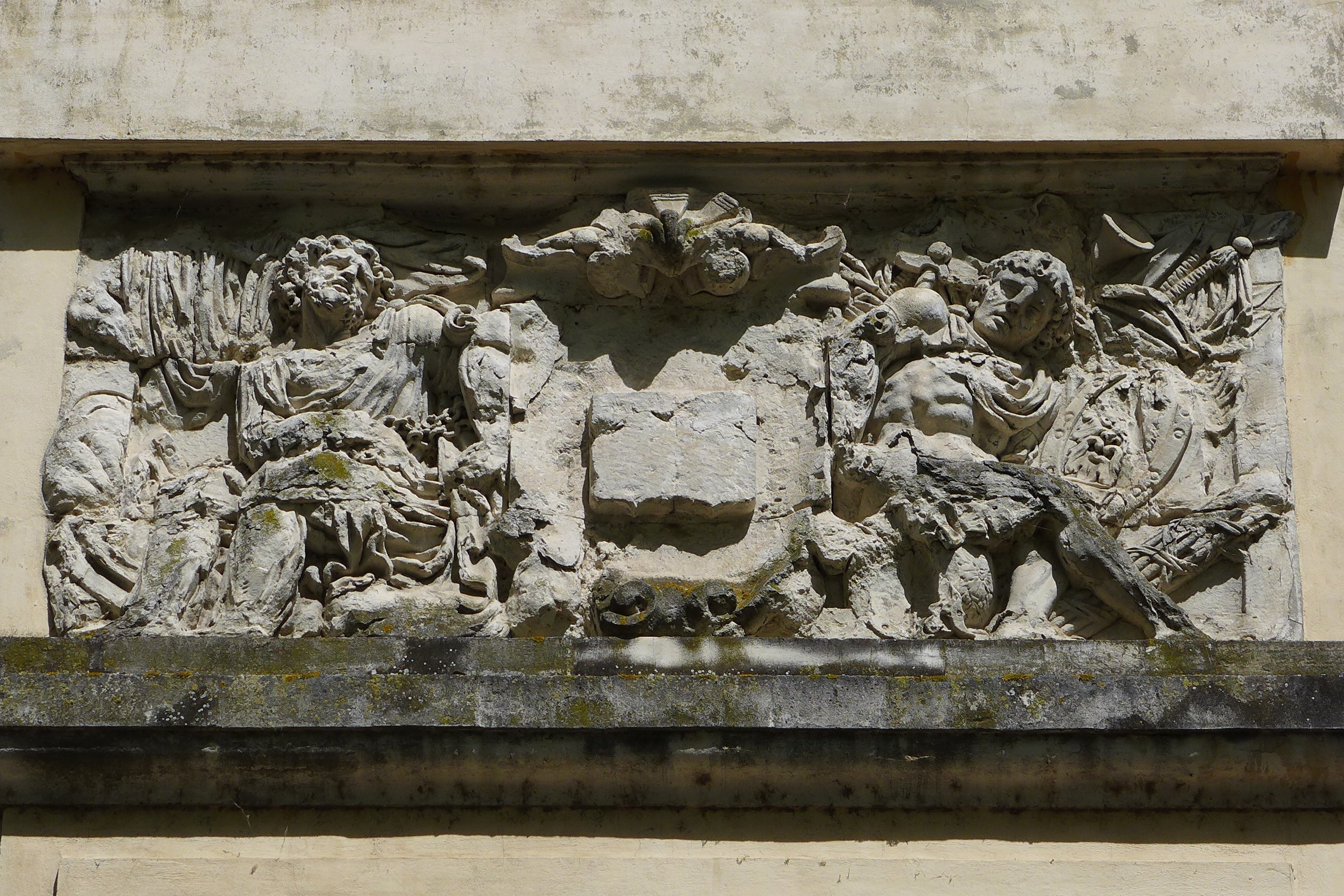
no 1 bis : bas-relief des captifs enchaînés (1663, Léonard Duchesne et Jean Ayries.

- no  2-3 : immeuble ; arsenal. 
L'immeuble, de style néo-classique, est élevé à la fin du XVIIIe siècle lors de l'aménagement du quai, sur les plans de l'ingénieur Joseph-Marie de Saget, donnés en 1776. Il forme un ensemble avec l'immeuble voisin (actuel no 4), de l'autre côté du canal de Brienne, dont il marque ainsi l'entrée du côté de la Garonne. 
L'immeuble s'élève à l'angle de l'allée de Barcelone. Des pilastres à bossage superposés marquent l'angle. Une pierre de rue indique le premier nom de cette voie, « QUAI DE / DILLON ». Le rez-de-chaussée repose sur un solin de pierre. L'entresol est percé de fenêtres rectangulaires mises en valeur par un encadrement mouluré et des garde-corps en fer forgé à motifs géométriques. Une corniche sépare le 1er étage, éclairé de hautes fenêtres, dont l'appui est soutenu par de petites consoles, et séparées par des tables rectangulaires. Une large corniche couronne le 1er étage. L'étage de combles est couvert d'un toit à longs pans brisés éclairé par des lucarnes[9].

- no  4 : immeuble. 
L'immeuble, de style néo-classique, est élevé à la fin du XVIIIe siècle, lors de l'aménagement du quai sur les plans de l'ingénieur Joseph-Marie de Saget, donnés en 1776. Il forme un ensemble avec l'immeuble voisin (actuel no 2-3), de l'autre côté du canal de Brienne, dont il marque ainsi l'entrée du côté de la Garonne. 
L'immeuble s'élève à l'angle de l'allée de Brienne. Des pilastres à bossage superposés marquent l'angle. Le rez-de-chaussée repose sur un solin de pierre. L'entresol est percé de fenêtres rectangulaires mises en valeur par un encadrement mouluré et des garde-corps en fer forgé à motifs géométriques. Une corniche sépare le 1er étage, éclairé de hautes fenêtres, qui ont un appui soutenu de petites consoles, et des garde-corps à balustres en terre cuite. Elles sont séparées par des tables rectangulaires. Une large corniche couronne le 1er étage. L'étage de combles est couvert d'un toit à longs pans brisés, ouvert de lucarnes [10].

- no  10-12 : immeuble. 
L'immeuble, de style néo-classique, est élevé à la fin du XVIIIe siècle, lors de l'aménagement du quai, sur les plans de l'ingénieur Joseph-Marie de Saget, donnés en 1776. Il appartient à l'origine à la Société des moulins de Bazacle, devenue Société toulousaine d’électricité du Bazacle en 1886. En 1987, l'entreprise EDF, propriétaire du bâtiment, fait construire par l'architecte Maurice Zavagno un nouveau corps de bâtiment perpendiculaire. Les vitraux qui encadrent la porte d'entrée sont dus au peintre-verrier Henri Guérin[11].